# こいこい
こいこいは、2人で遊ぶ花札の競技の一つである。手札の花と場札の花を合わせてそれを自分の札とし、獲得した札で出来役を成立させて得られる得点を競う、「めくり」系のゲームであるが、札の点数を計算しないこと、「来い」による競技継続の選択があることなどに特徴がある。
他の花札ゲームに比べると、歴史はそう古くなく、一般に知られるようになるのは、1950年（昭和25年）頃になってからである。現在は花札のもっとも代表的な遊び方になっている。初めて書籍にルールが解説されたのは、1958年（昭和33年）に出版された『トランプと花札 その遊び方五十種』である。韓国の「ゴーストップ」は、1960年代末には知られ始め、1970年代半ば以降に普及したと考えられている。
井出英雅の著書『やくざ事典』には、1925年（大正14年）から東京で流行しはじめたと書かれている。戦前に神奈川県警刑事として、賭博捜査にあたっていた半澤寅吉の著書『賭博：花札・さいころ・イカサマ手口』には、こいこいの発祥は福島県会津地方で、発祥から数十年経った1928年（昭和3年）頃には東京方面に伝わったり、鉄火場（賭場）で「バッタ撒き」のような本勝負を行う前の気付賭博して行われたと書かれている。
1994年（平成6年）頃から、任天堂の八々花に「現代のこいこい」のリーフレットが付属されるようになった。

## 競技の特徴
- 「こいこい」をした場合、得点の上積みが期待される反面、新たに得点が増えない限り競技を止めることができないため、先に相手に役が成立し、相手に点数を与えてしまう場合もある。「こいこい」をするかしないかの駆け引きが、この遊技の醍醐味である。
- 役や得点についてはローカルルールがあるため、競技の前に競技者同士でルールを確認する必要がある。
- 役や点数計算のわかりやすさから、コンピュータの花札ゲームとしてよく用いられている。アーケードゲームでの花札は、ほとんどがこいこいのルールである。

最終的な勝敗の決め方は、あらかじめ決められた得点以上を挙げた者を勝者とする方法と、競技を1月から12月までの12回行い、得点の多い者を勝者とする方法がある。

## 競技の流れ
1. 競技を始める前に、最初の親と子を決定する。2人で札を引き、札種の月が早い札を引いた者が親、もう一方が子となる。なお、札種の月が同じ場合は得点の高い方が親、もう一方が子となる。
2. 場に8枚、手札が親子それぞれ8枚となるように札を配り、残りは山札として伏せておく。
3. 競技者は、親から交互に次の行動を繰り返す。
  1. 手札から1枚取り出して場に出す。この時、同じ札種（同じ月、植物）の札が場札にあれば、2枚は自分が獲得した札となり、自分の脇に表向きに置く。なければ場札に加えられる。
  2. 山札をめくって場に出す。同様に、めくった山札と同じ札種の札が場札にあれば、2枚は自分が獲得した札となり、自分の脇に表向きに置く。なければ場札に加えられる。
4. 自分の番が終了した時点で獲得した札によって役が成立していれば、競技を継続するかしないかを決めなければならない。競技を継続する場合の呼称が「こい」（または「こいこい」）であり、この競技の名称にもなっている。
5. 競技を止めた場合、止めた者に成立した役によって得点が入る。もう一方の者は、自分に役が成立しているかいないかに関わらず0点となる。
6. 一つの競技が終わったら札を混ぜて札を配り直し、次の競技を始める。最終的な勝敗が決まるまでこれを繰り返す。親と子については、前の競技で得点を挙げた者を親とする方法と、前の競技の結果に関係なく親と子を交互に繰り返す方法がある。

## 役
こいこいで一般的に採用される出来役は、以下の通り。点数は、任天堂サイト内のルール。
| 役名   | 説明                                                  | 点数 | 組み合わせ |
| ------ | ----------------------------------------------------- | ---- | ---------- |
| 五光   | 光札5枚。四光・雨四光・三光とは複合しない。           | 10点 |            |
| 四光   | 光札のうち柳に小野道風を除く4枚。三光とは複合しない。 | 8点  |            |
| 雨四光 | 光札のうち柳に小野道風を含む4枚。三光とは複合しない。 | 7点  | （1例）    |
| 三光   | 光札のうち柳に小野道風を除く3枚                       | 5点  | （1例）    |
| 猪鹿蝶 | 萩に猪・紅葉に鹿・牡丹に蝶の3枚                       | 5点  |            |
| 赤短   | 松・梅・桜の短冊3枚                                   | 5点  |            |
| 青短   | 牡丹・菊・紅葉の短冊3枚                               | 5点  |            |
| たね   | 種9枚のうち任意の5枚                                  | 1点  | （1例）    |
| たん   | 短冊10枚のうち任意の5枚                               | 1点  | （1例）    |
| かす   | 任意のカス10枚                                        | 1点  | （1例）    |

- 「菊に盃」の札は特殊で、かす札の枚数に算入することができる。
- 「たね・たん・かす」の3役は、「こいこい」の宣言後に枚数が増えた場合、1枚ごとに1点増しとなり、そこで新たな役が成立したとみなし競技を止めることができる。

このほかに、任天堂のサイトでは以下の出来役をオプションで認めている。
| 役名               | 説明                | 点数 | 組み合わせ |
| ------------------ | ------------------- | ---- | ---------- |
| 花見で一杯(花見酒) | 桜に幕・菊に盃の2枚 | 5点  |            |
| 月見で一杯(月見酒) | 芒に月・菊に盃の2枚 | 5点  |            |

さらに、任天堂のサイトでは、以下の条件を満たす場合は得点を倍にするとされている。
- 出来役の合計得点が7点以上の場合
- 相手が「こいこい」を宣言している場合（さらに前記の条件を満たす場合には、両方適用されて得点が4倍となる）

その他、地域やグループによって異なる出来役が採用される場合がある。
手札を出し終えても出来役を得られなかった場合は（「こいこい」を宣言したまま追加の役ができずに終わった場合は含まない）、引き分けになり、点数は計算されないのが普通である。しかし、以下のどちらかの役になる場合がある。
つかず
子の勝ちとして、子に得点を与える。
親権
親の勝ちとして、親に得点を与える。
任天堂のサイトでは、手札の中に以下の手役ができていたときは、6点をもらって、次のプレイに移るとしている。
- くっつき（同じ月が2枚ずつ4組ある）
- 手四（同じ月が4枚ある）

## その他
- 最初に同じ月の札が場に4枚でたときは、配りなおす。
- 最初に同じ月の札が場に3枚でたときは、残り1枚で全部取ることができる。